# 密山口岸
密山口岸是中華人民共和國黑龍江省的一個陸路邊境口岸，位於雞西市密山市當壁鎮境內，並與俄羅斯聯邦濱海邊疆區漢凱斯基區圖里羅格的圖里洛格口岸相接。該口岸於1989年獲中華人民共和國國務院允許開放，並在1993年正式對俄開放通關。

## 位置和交通
密山口岸位於中華人民共和國黑龍江省雞西市密山市當壁鎮，距離興凱湖湖岸、密山市市區以及雞西市市區分別為1.5公里、38公里和100公里。該口岸鄰近白棱河，並透過橋樑與俄羅斯聯邦濱海邊疆區漢凱斯基區圖里羅格的圖洛格口岸相接，兩者相距僅1公里；而距離俄國卡緬雷博洛夫、遠東地區重要交通樞紐烏蘇里斯克以及濱海邊疆區首府符拉迪沃斯托克則分別是64公里、150公里與260公里。此外，連接密山口岸和圖里洛格口岸的橋樑長度不足6米，因而被「上海大世界吉尼斯總部」列為「世界上最小的界河橋」。
交通方面，密山口岸是501國道的南端終點。這條國道全長約83公里，連接口岸與雙鴨山市集賢縣。該公路也和201省道、另一條幹綫公路以及三條農村公路組成興凱湖旅遊公路，並於2023年入選全國第一批交通運輸與旅遊融合發展典型案例名單。另一方面，有4條固定貨車運輸路綫和6班國際客運班車途徑密山口岸往返，來往密山市、雞西市、七台河市、卡緬雷博洛夫以及烏蘇里斯克。

## 歷史
1989年4月8日，中華人民共和國國務院發佈國函〔1989〕25號，同意開放包含密山口岸在内的6個黑龍江省邊貿口岸，其開通方式則根據中方和蘇聯談判情況而定。蘇聯解體後，中華人民共和國與蘇聯主要繼承者俄羅斯聯邦於1992年10月換文，確認密山口岸為雙邊公路客貨運輸口岸。最終該口岸在1993年5月正式開放，並於翌年1月再次獲中俄兩國政府確認為雙邊客貨運輸口岸。2003年6月，俄羅斯聯邦政府曾經因應中國境內發生的嚴重急性呼吸系統綜合症疫情，而決定暫時關閉包含圖里洛格—密山在內的多個中俄口岸，讓不少從事邊境貿易和旅遊業務的公司受到嚴重影響。
密山口岸早年以出口輕工類產品為主，但自2010年代起一些擁有地方特色的動植物產品以及水產品開始通過該口岸入境中國，為密山市外貿得以多樣化發展。例如口岸曾於2014年1月首次入口產自俄羅斯濱海邊疆區的蜂蜜，該批貨物重達19噸和貨值8.7萬美元。
2019冠狀病毒病在中國大陸流行期間，密山口岸曾經暫停開放；後來貨運通關服務先行恢復，並於2023年4月3日恢復旅客過境。另外在「十三五」時期，密山口岸也獲批成為國家首批糧食進口指定口岸以及國家對俄液化石油氣國際道路試運輸口岸。

## 設施和統計
密山口岸佔地2萬平方米，而建築面積則超過7300平方米，服務機構包括邊境檢查、海關、監管倉庫、檢驗檢疫、口岸管理辦公室和免稅商店等。此外口岸也設有4條貨物檢驗通道以及8條旅客查驗通道，而每年貨運和客運通關能力則分別是100萬噸與60萬人次。
「十三五」期間，密山市人民政府投資超過1100萬元人民幣優化密山口岸基礎設施，當中包括新建海關消毒用房、車輛查驗消毒設施、危險化學品待檢區以及更新海關智慧化驗證台。市政府其後於「十四五」期間也計劃繼續完善口岸各項基建，包括建造危險化學品通道、中俄邊民互市貿易區、商品加工基地與糧食加工中心。
統計方面，2025年1月至5月期間，共有7.18萬噸貨物透過密山口岸過境，總值超過1億美元；而過境旅客和車輛則分別有超過3.54萬人次與6301輛次。

## 備註
1. ↑  又稱檔壁鎮
2. ↑  又稱圖里羅格口岸